# ShuuKaRen
ShuuKaRen은 2016년부터 LDH (기업)가 결성하고 관리한 일본의 댄스팝 및 EDM 듀오이다. 슈퍼그룹 E-girls의 하위 유닛이었으며 음반사 소니 뮤직 재팬과 계약을 맺었다. 듀오는 슈카 자매와 후지이 카렌(하위 유닛의 이름)으로 구성되어 그룹 Flower (음악 그룹)와 Happiness (음악 그룹)의 첫 번째 합동 유닛이 되었다. 슈카가 연주자 외에 음악 프로젝트에 보컬을 제공한 것도 이번이 처음이다.